# I Czechosłowacki Korpus Armijny
I Czechosłowacki Korpus Armijny (czes. I československý armádní sbor, słow. Prvý česko-slovenský armádny zbor, ros. 1-й чехословацкий армейский корпус) – czechosłowacki wyższy związek taktyczny walczący u boku Armii Czerwonej podczas II wojny światowej.
Korpus został utworzony 10 kwietnia 1944 r. Na jego czele stanął generał Jan Kratochvíl. 11 września tego roku zastąpił go generał Ludvík Svoboda, zaś 3 kwietnia 1945 r. dowództwo objął generał Karel Klapálek. Korpus składał się z samodzielnych jednostek piechoty, pancernych, powietrznych i specjalnego przeznaczenia. Były one bezpośrednio podporządkowane jego dowództwu, ale podczas poszczególnych operacji wojskowych niektóre z nich przekazywano pod zwierzchnictwo sowieckie. 
Korpus wchodził w skład 4 Frontu Ukraińskiego, a od 4 września do 29 listopada 1944 r. podlegał 1 Frontowi Ukraińskiemu. Na początku 1945 r, liczył około 35 tys. żołnierzy. Jego jednostki brały udział w operacji dukielsko-preszowskiej, która miała pomóc słowackiemu powstaniu narodowemu oraz walkach o wyzwolenie południowych obszarów Polski i ziem czeskich. Korpus został rozwiązany 15 maja 1945 r.

## Dowódcy korpusu
- gen. bryg. Jan Kratochvíl (18 maja 1944 – 10 września 1944)
- gen. bryg. Ludvík Svoboda (10 września 1944 – 3 kwietnia 1945)
- gen. bryg. Karel Klapálek (4 kwietnia 1945 – 15 maja 1945)

## Skład Korpusu
- 1 Czechosłowacka Samodzielna Brygada – dowódca generał Ludvík Svoboda
- 2 Czechosłowacka Samodzielna Brygada Desantowa – dowódca pułkownik Vladimir Přikryl
- 3 Czechosłowacka Samodzielna Brygada – dowódca generał Karel Klapálek
- 4 Czechosłowacka Samodzielna Brygada
- 1 Czechosłowacka Samodzielna Brygada Pancerna – dowódca podpułkownik Vladimír Janko
- 1 Czechosłowacki Samodzielny Pułk Myśliwski – dowódca kapitan František Fajtl
- 1 Czechosłowacka Połączona Dywizja Lotnicza(inne języki) – dowódca pułkownik Ludvík Budín
- 1 Czechosłowacki Samodzielny Batalion Saperów
- 2 Czechosłowacki Pułk Artyleryjski
- 3 Czechosłowacki Pułk Artyleryjski
- 5 Czechosłowacki Pułk Artyleryjski